# Емилијан Исповедник
Емилијан Исповедник је хришћански светитељ и епископ града Кизика у 7. веку.
Након што је изабран за архијереја, претрпео је многа страдања, у време прогона хришћана цара Лава III Исавријанца који је био иконоборац. Много пута је примораван да се одрекне побожног поштовања светих икона али се свети Емилијан није хтео покорити, већ је остао непоколебљив и веран учењу Светих Отаца. Због тога је претрпео много мука, прогонстава и заточења, све то с радошћу подносећи у нади да ће за привремена страдања добити награду у Царству Божијем. И тако подносећи многа злостављања и понижења свети Емилијан си и упокојио. Службу му је написао преподобни Теофан Начертани, а штампано издање службе издао је епископ кизички Никодим 1876. године у Цариграду.
Православна црква прославља светог Емилијана 18.(31.) јула.